# Karch Kiraly
Charles Frederick Kiraly –conocido como Karch Kiraly– (Jackson, 3 de noviembre de 1960) es un deportista estadounidense que compitió en voleibol, en las modalidades de sala y playa.
Participó en tres Juegos Olímpicos de Verano, obteniendo en cada edición una medalla de oro: en Los Ángeles 1984 y Seúl 1988 en el torneo de voleibol y en Atlanta 1996 en el torneo de vóley playa (haciendo pareja con Kent Steffes).
Ganó una medalla de oro en el Campeonato Mundial de Voleibol Masculino de 1986 y una medalla de bronce en el Campeonato Mundial de Vóley Playa de 1997.

## Primeros años
Kiraly creció en Santa Bárbara, California.  Empezó a jugar al voleibol a los seis años animado por su padre, Laszlo Kiraly, que había sido miembro del equipo nacional juvenil húngaro antes de huir del país durante la Sublevación nacional húngara de 1956. A los 11 años, Kiraly participó en su primer torneo de voleibol de playa formando pareja con su padre.
Kiraly asistió a la Santa Barbara High School, donde fue miembro del equipo de voleibol masculino. Su padre desempeñó un papel clave en la creación del programa de voleibol masculino en la escuela. Los Dons de Santa Bárbara llegaron al partido del campeonato dos veces durante los años de instituto de Kiraly, llegando a la final en su segundo año antes de perder en el partido del campeonato contra el San Clemente High School en 1976. En su último año, el equipo del instituto de Kiraly quedó invicto, ganando la CIF SS al derrotar a Laguna Beach High School en el partido por el título en 1978, y Kiraly fue elegido Jugador Seccional del Año. Durante sus años de instituto, Kiraly fue invitado a formar parte del equipo nacional júnior, en el que compitió durante tres años. Kiraly ha dado crédito a su entrenador de la escuela secundaria, Rick Olmstead, por enseñarle el valor del trabajo duro y la dedicación.
Mientras crecía tenía el apodo húngaro Karcsi (pronunciado Karch-ee), que corresponde al nombre húngaro Karoly para Carlos. Más tarde, en la UCLA, se le empezó a llamar Karch.

## Carrera en el College
En 1978 Kiraly se matriculó en la UCLA, donde se especializó en bioquímica y también fue hermano del capítulo Epsilon Sigma de Lambda Chi Alpha. Desde su primer año, jugó como atacante exterior y colocador en el equipo de volleyball de los Bruins, jugando frente al júnior Sinjin Smith en el ataque 6-2 de los Bruins. Bajo la dirección del entrenador Al Scates, Kiraly llevó a la UCLA al Campeonato de Voleibol Masculino de la NCAA en su primera temporada en 1979. En su segunda temporada, los Bruins volvieron a llegar a la final, pero perdieron ante sus rivales del centro de la ciudad USC. La UCLA recuperó el primer puesto en la temporada júnior de Kiraly. Kiraly terminó su carrera universitaria con otro título durante su último año. En sus cuatro años, los Bruins compilaron un récord de partidos de 123-5, con títulos en 1979, 1981 y 1982. Quedaron invictos en las temporadas de 1979 y 1982. Kiraly obtuvo honores de All-American los cuatro años, y fue galardonado con el premio de Jugador Más Destacado del Torneo de Voleibol de la NCAA en 1981 y 1982.
Kiraly obtuvo ua Licenciatura en Ciencias en Bioquímica por la UCLA, graduándose cum laude en junio de 1983 con un 3,55 GPA acumulativo.
Kiraly fue incluido en el Salón de la Fama de la UCLA en 1992, y su camiseta fue retirada en 1993.
Al crecer, Kiraly quería ser bioquímico para seguir los pasos de su padre, pero eso cambió cuando se unió a la selección nacional de Estados Unidos y la llevó a ganar múltiples medallas de oro. Fue nombrado dos veces mejor jugador del mundo por el organismo internacional. También fue nombrado mejor jugador de voleibol del siglo XX.

## Equipo nacional de Estados Unidos
Kiraly se incorporó al equipo nacional en 1981. Jugando de atacante exterior, demostró ser un pasador extremadamente sólido. Junto con su compañero de equipo Aldis Berzins, Kiraly fue la base del sistema de recepción de saques de "dos hombres" que Doug Beal creó en 1983. Además de cubrir la mitad de la cancha en la recepción de saques y entregar constantemente el balón al colocador del equipo Dusty Dvorak, Kiraly demostró ser un excelente defensor y un atacante exterior muy productivo. Kiraly llevó al equipo nacional de Estados Unidos a la medalla de oro en los Juegos Olímpicos de verano de 1984, superando una derrota en el juego de piscina ante Brasil para derrotar a este país en la final. Kiraly fue el jugador más joven del equipo que ganó la medalla de oro.
El equipo nacional de EE. UU. demostró su lugar como el mejor equipo del mundo al ganar la Copa Mundial Masculina de la FIVB de 1985, seguida por el Campeonato Mundial Masculino de Voleibol de la FIVB de 1986. En los Juegos Olímpicos de Verano de 1988 el equipo ganó su segunda medalla de oro olímpica, esta vez derrotando a la URSS en el partido por el campeonato. Kiraly fue seleccionado como capitán del equipo de 1988 en Seúl. La FIVB nombró a Kiraly el mejor jugador del mundo en 1986 y 1988.
Tras los Juegos Olímpicos de 1988, Kiraly se retiró del equipo nacional. Él y su compañero de equipo Steve Timmons jugaron al voleibol profesional para Il Messaggero Ravenna en Italia desde 1990 hasta 1992. El equipo incluía a los italianos Fabio Vullo y Andrea Gardini, Roberto Masciarelli y Stefano Margutti como miembros del equipo. En dos temporadas el equipo ganó una serie de títulos, incluyendo la Liga Italiana de Voleibol (1991), la Copa de Italia (1991), el Campeonato Mundial de Clubes de Voleibol Masculino de la FIVB (1991), la Liga de Campeones de la CEV (1992), y la Supercopa de Europa (1992).

## Carrera en el voleibol de playa
Kiraly tuvo una larga carrera en el circuito profesional de playa, y con 148 torneos ganados en su carrera es el jugador más "ganador" de la historia de este deporte. Ganó al menos un torneo en 24 de las 28 temporadas que jugó en una carrera que abarcó cuatro décadas. Consiguió títulos con 13 parejas, y en los eventos nacionales llegó a las semifinales más del 80% de las veces. Kiraly compitió hasta mediados de los 40 años.
Kiraly jugó en su primer torneo de playa a los 11 años como compañero de su padre. Kiraly ha dicho que a los 11 años estaba encantado de descubrir en el voleibol de playa que podía competir con hombres adultos en igualdad de condiciones. Consiguió su clasificación A y AA en la playa a los 15 años y su clasificación AAA a los 17. El primer gran avance de Kiraly en la playa se produjo en Hermosa Beach en 1978. Siendo un joven de 17 años que acababa de graduarse en el instituto, sorprendió a los espectadores de Hermosa al ganar la final antes de que él y su compañero Marco Ortega perdieran ante el equipo dominante del día en la playa, Jim Menges y Greg Lee. A principios de la década de 1980, Kiraly formó una exitosa pareja en el equipo de playa con su compañero de UCLA Sinjin Smith. La pareja se separó cuando Kiraly pasó a centrarse en el equipo nacional de Estados Unidos.
En 1992, Kiraly dejó su carrera en pista cubierta y regresó a Estados Unidos para jugar al voleibol de playa a tiempo completo en el AVP. Kiraly eligió a Kent Steffes como compañero de dobles. Steffes era un jugador joven y con talento que había dejado la UCLA antes de tiempo para empezar a jugar en el circuito profesional de playa. Kiraly y Steffes pronto se convirtieron en la pareja dominante del circuito, desbancando a su antiguo compañero de equipo y de dobles, Smith, y a su pareja Randy Stoklos como el mejor equipo de playa. En 1996, Kiraly volvió a los Juegos Olímpicos, esta vez compitiendo en voleibol de playa con su pareja, Steffes. Kiraly y Steffes ganaron la medalla de oro, la primera concedida al voleibol de playa masculino.
Kiraly siguió ganando torneos hasta los 40 años, registrando dos victorias en torneos AVP con su compañero Brent Doble en 2002 y 2003, y cuatro más con Mike Lambert en 2004 y 2005. La última victoria de Kiraly se produjo en agosto de 2005, cuando él y Lambert ganaron en Huntington Beach, California. En 2006, Kiraly se asoció con Larry Witt, y en 2007 lo hizo con Kevin Wong. Sus equipos siguieron logrando altos puestos. A lo largo de su carrera en la playa, Kiraly ganó más de 3 millones de dólares en premios, y ganó bastante más en avales. Kiraly se retiró del circuito AVP después de la temporada 2007.
Finalmente, Kiraly ganó 148 títulos profesionales de voleibol de playa, 74 de ellos con Steffes. El siguiente jugador más cercano en victorias totales es Sinjin Smith con 139. Tras Smith está su compañero de toda la vida, Randy Stoklos, con 122. El siguiente jugador más cercano es Kent Steffes con 110, seguido de Emanuel Rego, con 78 victorias.

## Carrera como entrenador
Kiraly comenzó a entrenar en el St. Margaret's Episcopal School, donde entrenó a sus hijos, Kristian y Kory.
El entrenador principal Hugh McCutcheon del equipo nacional de voleibol femenino de Estados Unidos contrató a Kiraly como asistente, donde ayudó a entrenar al equipo para conseguir una medalla de plata en los Juegos Olímpicos de Verano de 2012.
En 2012, Kiraly fue nombrado entrenador principal del equipo nacional de voleibol femenino de Estados Unidos para intentar competir en los  Juegos Olímpicos de Verano de 2016 - Torneo femenino de Voleibol en Río de Janeiro, Brasil. En octubre de 2014, Kiraly dirigió al equipo nacional femenino hasta el Campeonato Mundial de la FIVB, derrotando a China en la final por la medalla de oro. Al hacerlo, Kiraly se convirtió en la cuarta persona en ganar una medalla de oro en un Campeonato Mundial como jugador y como entrenador.
Durante los Juegos Olímpicos de Verano de 2016 en la especialidad Voleibol en Río de Janeiro, Kiraly llevó a las mujeres estadounidenses a una medalla de bronce, convirtiéndose en la cuarta persona en ganar medallas como jugador y entrenador.
La Liga de Naciones de Voleibol Femenino de la FIVB 2021 se celebró en Italia y Karch lideró el equipo femenino de Estados Unidos en pista cubierta para ganar el premio máximo de un millón de dólares. 
El 8 de agosto de 2021, durante los Juegos Olímpicos de Verano de 2020 en la especialidad Voleibol en Tokio, Japón, Kiraly dirigió a las mujeres de EE. UU. a una medalla de oro, convirtiéndose en el segundo jugador en ganar la medalla de oro como jugador y entrenador. La primera persona es Lang Ping de China.

## Palmarés internacional

### Voleibol
| Juegos Olímpicos   | Juegos Olímpicos              | Juegos Olímpicos | Juegos Olímpicos |
| Año                | Lugar                         | Medalla          | Torneo           |
| ------------------ | ----------------------------- | ---------------- | ---------------- |
| 1984               | Los Ángeles ( Estados Unidos) | Medalla de oro   | Masculino        |
| 1988               | Seúl ( Corea del Sur)         | Medalla de oro   | Masculino        |
| Campeonato Mundial |                               |                  |                  |
| Año                | Lugar                         | Medalla          | Torneo           |
| 1986               | Francia                       | Medalla de oro   | Masculino        |

### Vóley playa
| Juegos Olímpicos   | Juegos Olímpicos              | Juegos Olímpicos  | Juegos Olímpicos |
| Año                | Lugar                         | Medalla           | Pareja           |
| ------------------ | ----------------------------- | ----------------- | ---------------- |
| 1996               | Atlanta ( Estados Unidos)     | Medalla de oro    | Kent Steffes     |
| Campeonato Mundial |                               |                   |                  |
| Año                | Lugar                         | Medalla           | Pareja           |
| 1997               | Los Ángeles ( Estados Unidos) | Medalla de bronce | Dain Blanton     |